# Junkerstor

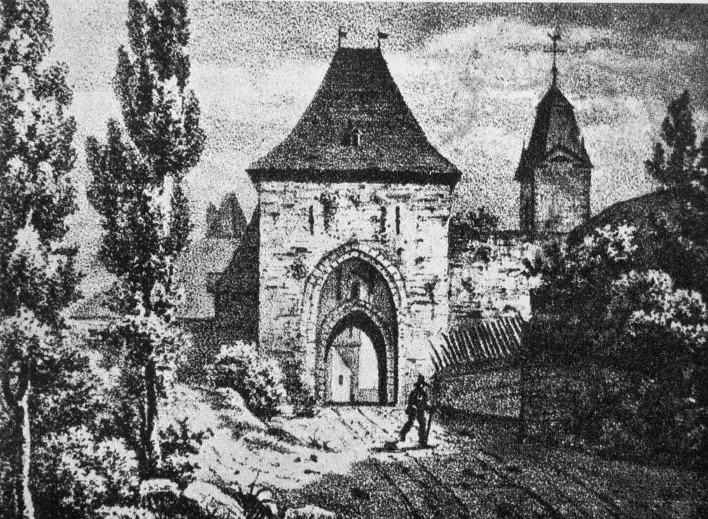
Junkerstor im Jahre 1790

Das Junkerstor, auch Vaalser Tor genannt, war ein Stadttor der ca. 1300–1350 errichteten äußeren Stadtmauer der Stadt Aachen. Es ist nicht mehr erhalten.

## Lage
Das Junkerstor hatte keine Entsprechung in der inneren Stadtmauer. Es lag an einer Straße, die von der Jakobstraße aus nach Westen abzweigte und über Vaals nach Maastricht führte.
In dem äußeren Mauerring lag das Junkerstor im Westsüdwesten zwischen Jakobstor und Königstor. Zum Jakobstor hin lag die Lütticher Schanze mit ihrer doppelten Mauer.  An dem Mauerring lag der Turm ohne Namen zwischen Junkerstor und Jakobstor, an der Ecke der Vormauer der Zwingeranlage der Eyerkeilturm. Auf der Stadtinnenseite befand sich links neben dem Junkerstor der Durchgang zum Zwinger. Zwischen Junkerstor und Königstor lag der Pfaffenturm.

## Geschichte
Zu Beginn seiner Entstehung war das Tor als „Junkheitsport“ bekannt, woraus der Name „Junkerstor“ entstand. Da die durch das Tor führende, speziell von Pferdegespannen genutzte Straße nach Vaals und Maastricht für die Versorgung der Stadt von großer Bedeutung war, wurde dieses Verteidigungsbauwerk auch „Vaelsertor“ oder „Vaalser Tor“ genannt. Während der französischen Besetzung Aachens änderten die Franzosen den Namen des Stadttores in „Jakobstor“ um, nachdem sie das ursprüngliche Jakobstor in „Lütticher Tor“ umbenannt hatten. Hierdurch kam es jedoch zu sprachlichen Unklarheiten und Verwechslungen, was dazu führten, dass das Tor nach einer erneuten Namensänderung als „Port nobel“ (adliges Tor) bezeichnet wurde. Kurz vor seinem Abbruch 1829 erhielt es seinen ursprünglichen Namen „Junkerstor“ zurück.
Vor dem Junkerstor überspannte eine kleine Brücke den Johannisbach. Durch ihn hatte sich im Stadtgraben ein etwa 200 m langer Teich gebildet. Der Weg vom Junkerstor entlang des Stadtgrabens bis zum Königstor war im Sommer bei Spaziergängern sehr beliebt. In dem Teich wuchsen Seerosen und andere Wasserpflanzen. Im Frühjahr stimmten die Frösche hier ihre Konzerte an. Heute befinden sich an dieser Stelle die Bahngleise.

## Beschreibung
Als Nebentor war das Junkerstor nicht besonders groß. Der Hauptbau war ein einfacher Rechteckturm mit einer Breite von 15,30 m und einer Tiefe von 11,60 m. Alte Zeichnungen belegen, dass sich über dem Torbogen eine Madonnenfigur befunden hat, sie steht heute in der Jakobskirche.
Abweichend von allen anderen Aachener Stadttoren der äußeren Stadtmauer besaß das Junkerstor kein Vortor. Die Zwingeranlage der Lütticher Schanze machte dies überflüssig.
1829 wurde das Tor abgerissen.